# Градилиште (филм из 1968)
„Градилиште” је југословенски ТВ документарни филм из 1968. године. Режирао га је Божидар Вучуровић а сценарио су написали Бранислав Петровић и Димитрије Тасић.

## Улоге
| Глумац             | Улога         |
| ------------------ | ------------- |
| Бранислав Петровић | Лично, песник |
| Душан Ђурић        | Лично, глумац |